# 澄川凌子
澄川 凌子（すみかわ りょうこ）は、日本のAV女優。アーティカル所属。

## 略歴
2009年にデビューした。

## 出演作品

### アダルトビデオ
2009年
- 初撮り 五十路妻 ドキュメント （6月18日、センタービレッジ）
- 綺麗な五十路のお母さん （7月4日、ルビー）
- 近親相姦 五十路の母 （7月16日、センタービレッジ）
- 近親相姦・中出し 五十路のお母さん どす黒い母さんの大陰唇 （7月23日、センタービレッジ）
- 相姦家族 美熟母が愛でた兄と弟 （8月1日、ルビー）
- 「熟女ナンパ」 中出し10人4時間 7 （8月11日、グラフィティジャパン）…オムニバス作品
- たびじ 母と子 （8月16日、タカラ映像）
- 近親相姦 五十路母 （8月28日、ドリームステージエンタテインメント）…共演:杉咲ひばり
- 近親相姦 田舎のお袋 （8月28日、小林興業）…共演:ひばり
- 思春期の息子に犯されて… （9月1日、エマニエル）
- 近親相姦 看病母 （9月25日、マドンナ）
- いつも見かけるあの人妻を犯りたい （10月1日、センタービレッジ）
- お見合いドキュメント 初めての浮気に絶叫する生花教室の熟女たち! （10月1日、エマニエル）…共演:高見礼子、明石洋子、椿玲子 ※「澄川綾子」名義
- 喉から手が出るほどSEXしたい! 家事代行で呼んだ推定五十路のヘルパーを業務中ムラムラさせると性処理してくれるのか? （10月10日、グローバルメディアエンタテインメント）

2011年
- 澄川凌子　初裏　すれ違う母子の絆 第三話 （12月29日、熟女俱樂部、JK-079）